# غلامعلی سهم‌الدینی
غلامعلی سهم‌الدینی سیاست‌مدار ایرانی بود، که در  دوره بیست و دوم  به عنوان نماینده شیراز و  دوره بیست و سوم   بعنوان نماینده داراب در مجلس شورای ملی حضور داشت.